# 默多克鎮區 (伊利諾伊州道格拉斯縣)
默多克鎮區（英語：Murdock Township）是位於美國伊利諾伊州道格拉斯縣的一個行政鎮區。

## 地方資料
根據2010年美國人口普查的數據，默多克鎮區的面積為80.00平方千米，當中陸地面積為79.90平方千米，而水域面積為0.10平方千米。當地共有人口221人，而人口密度為每平方千米2.76人。